# Advanced Medical Priority Dispatch System
Advanced Medical Priority Dispatch System (abgekürzt AMPDS) bezeichnet ein Protokoll zur standardisierten Aufnahme von Notrufen in Rettungsleitstellen. In einem Abfrageschema bestehend aus ca. 20 Fragen, die meistens mit Ja oder Nein beantwortet werden können, wird der Schweregrad eines medizinischen Notfalls bestimmt und das Vorliegen einer lebensbedrohlichen Situation entschieden.
Die Fragen reichen von Wo genau ist der Notfallort? über Ist der Betroffene vollkommen wach? bis Blutet der Betroffene stark? Sobald das Vorliegen eines Notfalls festgestellt wird, alarmiert der jeweilige Disponent das adäquate Rettungsmittel und entscheidet im weiteren Verlauf, ob die zusätzliche Entsendung eines Notarztes zum Ort des Geschehens notwendig ist. Das AMPDS ermöglicht eine standardisierte Alarmierung von Einsatzkräften und entbindet den Disponenten von etwaigen Rechtsansprüchen des Patienten und von Seiten Dritter, da der gesamte Sprachverkehr sowie jede Entscheidung genau dokumentiert wird. Ein weiterer erheblicher Vorteil von AMPDS ist, dass für eine Vielzahl von verschiedenen Notfällen (Verkehrsunfälle, Gewalttaten, Gefahrengutunfälle, Geburten etc.) Sicherheitshinweise, Erste Hilfe Hinweise bis zu telefonische Geburtsanweisungen und Wiederbelebungsanleitungen hinterlegt sind.
Die Protokolle werden vom US-amerikanischen Rettungsdienstverband National Academy of Emergency Medical Dispatch entwickelt, auf verschiedene europäische Sprachen angepasst und können in Form von Karteikarten oder als Software angewendet werden.
AMPDS wird heute von einer Vielzahl von Leitstellen in Europa benutzt. So zum Beispiel von der Niederösterreichischen Landesleitstelle (Notruf Niederösterreich), der Landesleitstelle des Kärntner Roten Kreuzes, der Leitstelle Tirol (bis August 2016, Wechsel u. a. aus Kostengründen), der Leitstelle der Berufsrettung Wien, der Regionalleitstelle Bodensee-Oberschwaben (Baden-Württemberg), sowie den Leitstellen der Berliner Feuerwehr, der Feuerwehr Wiesbaden und der Leitstelle Ems-Vechte AöR.
Derzeit sind vier deutschsprachige Leitstellen als „Akkreditiertes Center of Excellence“ durch die International Academies of Emergency Dispatch anerkannt. Dies sind die Niederösterreichische Landesleitstelle (Notruf Niederösterreich), die Leitstelle der Berufsrettung Wien, die Feuerwehr- und Rettungsleitstelle der Landkreise Grafschaft Bentheim und Emsland (Leitstelle Ems-Vechte AöR) und die Großleitstelle Oldenburger Land AöR.